# Rhyacia alaina
Rhyacia alaina är en fjärilsart som beskrevs av Otto Staudinger 1888. Rhyacia alaina ingår i släktet Rhyacia och familjen nattflyn. Inga underarter finns listade.